# Farhan
Farhan (arabisch فرحان, DMG Farḥān) ist ein arabischer männlicher Vorname mit der Bedeutung „glücklich, frohlockend“, der auch in Indien und Pakistan auftritt, sowie als arabischer Familienname vorkommt.

## Namensträger

### Vorname
- Farhan Akhtar (* 1974), indischer Schauspieler und Filmregisseur
- Farhan Mehboob (* 1988), pakistanischer Squashspieler
- Farhan Mirza (* 1975), pakistanisch-schwedischer Snookerspieler
- Farhan Samiullah (* 1969 oder 1970), pakistanischer Squashspieler
- Farhan Zaman (* 1993), pakistanischer Squashspieler
- Farhan Zulkifli (* 2002), singapurischer Fußballspieler

### Familienname
- Abd al-Karim Farhan (1922–2015), irakischer General und Politiker
- Fahad al-Farhan (Judoka) (* 1955), kuwaitischer Judoka
- Fahad al-Farhan (Handballspieler) (* 1995), saudi-arabischer Handballspieler
- Fareez Farhan (* 1994), singapurischer Fußballspieler
- Mohamed Farhan (* 1979), bahrainischer Sprinter
- Razzaq Farhan (* 1977), irakischer Fußballspieler